# Luca Strabla
Luca Pietro Strabla, född 1963, är en italiensk ingenjör och amatörastronom.
Minor Planet Center listar honom som L. Strabla och som upptäckare av 1 asteroid.
Asteroiden 35326 Lucastrabla är uppkallad efter honom.

## Asteroider upptäckta av Luca Strabla
| 6460 Bassano [A]                          | 26 oktober 1992 |
| Upptäckt tillsammans med: A Ulisse Quadri |                 |